# Jordtorpsåsen
Jordtorpsåsen är ett naturreservat på en ås med samma namn i Mörbylånga kommun i Kalmar län.
Området är naturskyddat sedan 1968 och är 12 hektar stort. Reservatet består av betesmark på åsen och kärr vid sidan om.